# N725 (België)
De N725 is een gewestweg in de Belgische provincies Limburg en Vlaams-Brabant. Deze weg vormt de verbinding tussen Tessenderlo en Kermt.
De totale lengte van de N725 bedraagt ongeveer 21 kilometer.

## Plaatsen langs de N725
- Tessenderlo
- Deurne
- Meldert
- Lummen
- Thiewinkel
- Kermt